# Schloss Quaritz

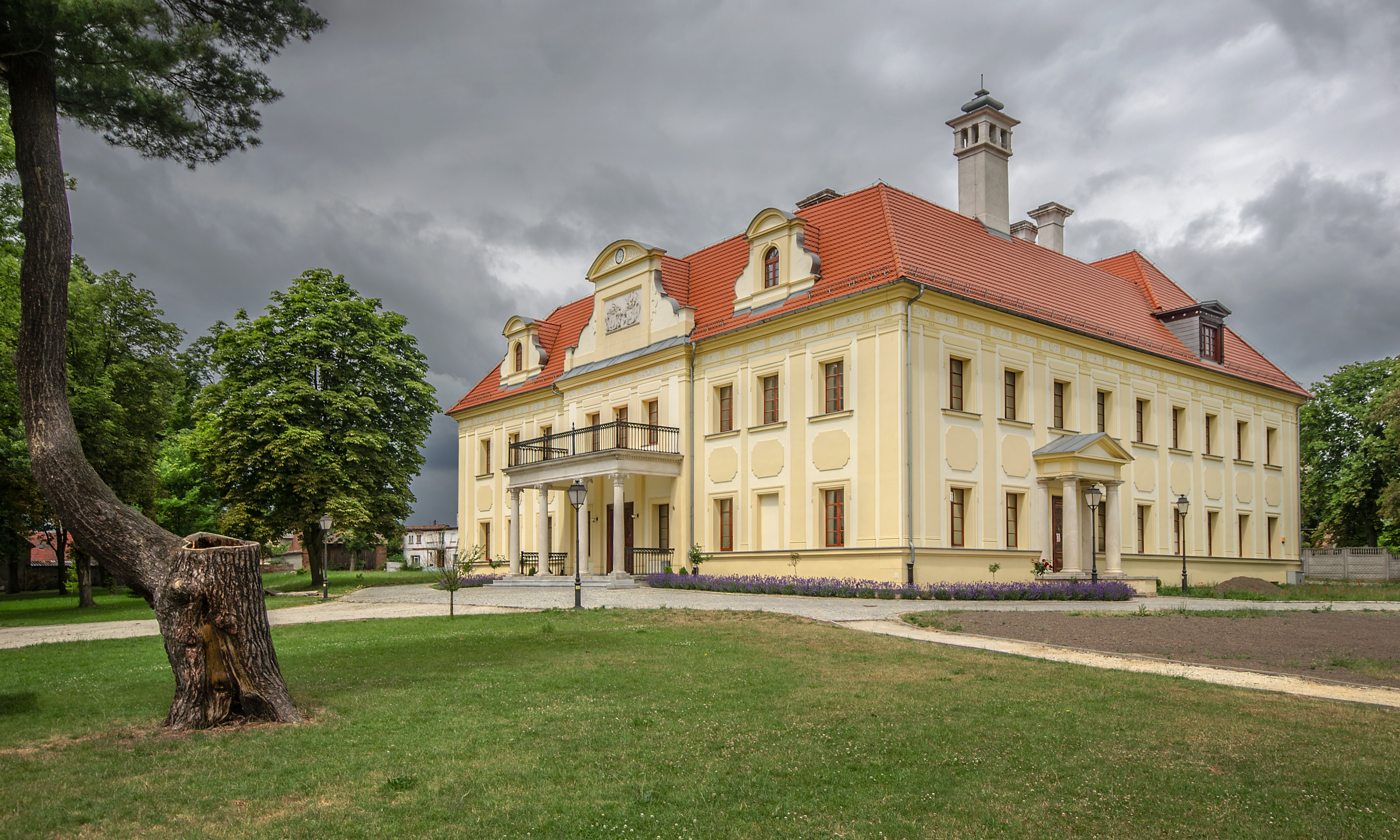
Schloss Quaritz

Schloss Quaritz (polnisch Pałac w Gaworzycach) ist ein Schloss in Gaworzyce (Quaritz), Powiat Polkowicki (Kreis Polkwitz) der polnischen Woiwodschaft Niederschlesien.
Das Schloss wurde 1721 für Georg Caspar von Tschammer unter Verwendung eines spätrenaissancezeitlichen Gebäudekerns erbaut. Die Hauptfassade hat eine leicht asymmetrische Pilastersetzung, was auf die Überformung der älteren Bausubstanz zurückzuführen ist. Das Schloss ist heute sorgfältig restauriert.